# Халберштат C.I/V
Халберштат C.I/III је фамилија немачких извиђачких авиона. Авион је први пут полетео 1917. године. 

## Пројектовање и развој
Крајем 1916. пројектанти Halberstadt Flugzeugwerke GmbH (Халберштат Флугцеугверке ГмбХ) на челу са Karl Theiss-ом развили су наоружани извиђачки двоседи авион заснован на Халберштат B.II. Нова летелица, означена као Халберштат C.I, полетела је први пут почетком 1917. Покретао га је радијални ротативни мотор Оберурсел U.1 снаге 110 KS. и наоружан је био одбрамбеним митраљезом Парабелум.
Након тестирања направљена је мала серија ових авиона и одмах послати на фронт како би се авион опробао у реалним условима. У фабрици су наставили да раде на прототипу авиона C.II али је у току његове израде дошло до промене његове намене уместо извиђача авион је претворен у јуришни авион за подршку пешадији и добио ознаку CL.II.
Средином 1917. године развијена је нова верзија извиђачког авиона - C.III. То је био двоседи двокрилни авион, погоњен мотором Benz Bz.IV снаге 200 KS. Наоружање летелице састојало се од једног предњег митраљеза ЛМГ 08/15 Спандау и једaн митраљез Парабелум кал. 7,92 mm, постављеног у задњој кабини на покретној куполи. Халберштат C.III је био класичан авион дрвене конструкције, са трупом обложеним шперплочом и крилима са платненом облогом. Необична карактеристика била је уградња доњег крила на додатну греду, сличну бродској кобилици, испод трупа ради повећања вертикалног размака између крила, и тиме постигла максимална ефикасност доњег крила. Иако је произведено у пробној серији само 6 примерака овог авиона он је послужио као основа за рaзвој новог авиона који је добио ознаку Халберштат C.V који је постао најуспешнији авион ове фамилије.
Халберштат C.V, по правилу, није носио бомбе. Али били су опремљени фото камерама за аеро-фото извиђање, радио станицама, електричним грејањем кабина и уређајима за кисеоник с обзиром да им је плафон лета био 6500 метара. У овој конфигурацији, већина ових авиона су коришћени као извиђачки авиони са великих надморских висина. Овај авион се сматра за један од најбољих двоседа у Немачком ваздухопловству за време Првог светског рата.

## Технички опис
Због незнатне конструктивне разлике између авиона Халберштат C.I, C.III и C.V овде су описане техничке особине авиона Халберштат C.III као најбољег представника ове фамилије. Битне разлике између ових авиона су истакнуте.
Труп му је правоугаоног попречног пресека, дрвене решеткасте конструкције. Предњи део, у коме је био смештен мотор је био обложен алуминијумским лимом, на коме су перфорирани отвори за излазак топлог ваздуха из моторног простора и тиме олакшало хлађење мотора. Остали део трупа је био облепљен дрвеном лепенком што је додатно ојачало структуру авиона. Носач мотора је био од заварених челичних цеви. Пилот је седео у отвореном кокпиту и био је заштићен малим ветробранским стаклом.
Авион Халберштат C.I је био опремљен ваздухом хлађеним радијалним мотором Oberursel U.I снаге 110 KS, док су авиони C.III и C.V имали течношћу хлађени линијски мотор Benz Bz IV снаге 200 KS. На вратилу мотора је била причвршћена двокрака, вучна, дрвена елиса, непроменљивог корака.
Крила су била дрвене конструкције пресвучена импрегнираним платном релативно танког профила. Крилца за управљање авионом су се налазила само на горњим крилима. Крила су између себе била повезана са четири пара паралелних упорница. Затезачи су били од клавирске челичне жице. Крила су била једнака по ширини и правоугаоног облика. Горње крило је било померено ка кљуну авиона у односу на доње крило. Доње крило је за труп причвршћено преко кобилице која са трупом авиона чини једну целину. Конструкције репних  кормила правца и дубине су била направљена од дрвета пресвучена платном. Код авиона C.V размах крила је био знатно већи у односу на остале авионе ове фамилије у односу на C.III  авион  C.V је имао размах крила већи за 1,40 метра.
Стајни орган је био класичан фиксан са осовином, а на репном делу се налазила еластична дрвена дрљача.

## Варијанте

### Технички подаци фамилије авиона  Халберштат C.I/V[2]
| Величине           | Халберштат C.I                            | Халберштат C.III                          | Халберштат C.V                            |
| ------------------ | ----------------------------------------- | ----------------------------------------- | ----------------------------------------- |
| Година производње  | 1917.                                     | 1917.                                     | 1918.                                     |
| Намена             | извиђач                                   | извиђач                                   | извиђач                                   |
| Посада             | 2                                         | 2                                         | 2                                         |
| Дужина             | 7,10 m                                    | 7,70 m                                    | 6,98 m                                    |
| Размах             | 9,60 m                                    | 12,20 m                                   | 13,60 m                                   |
| Висина             | 2,70 m                                    | 2,95 m                                    | 3,36 m                                    |
| Површина крила     | m²                                        | m²                                        | 43,00 m²                                  |
| Маса празног       | kg                                        | 850 kg                                    | 930 kg                                    |
| Полетна маса       | kg                                        | 1.310 kg                                  | 1.362 kg                                  |
| Погон (мотор)      | Oberursel U.I 110 KS                      | Benz Bz IV 200 KS                         | Benz Bz IV 200 KS                         |
| Највећа брзина 0 m | 165 km/h                                  | 165 km/h                                  | 170 km/h                                  |
| Плафон лета        | 4000 m                                    | 5100 m                                    | 6500 m                                    |
| Долет              | 600 km                                    | 280 km                                    | 600 km                                    |
| Успон              | m/min                                     | 625 m/min                                 | 625 m/min                                 |
| Наоружање          | 1 х Parabellum MG 14 калибар 7,92 × 57 mm | 1 х Parabellum MG 14 калибар 7,92 × 57 mm | 1 х Parabellum MG 14 калибар 7,92 × 57 mm |

## Наоружање
| Наоружање авиона: Халберштат   |      |
| Ватрено (стрељачко) наоружање  |      |
| Топ                            |      |
| Митраљез                       |      |
| Број и ознака митраљеза        | 2    |
| Број метака                    | 500  |
| Калибар                        | 7,92 |
| Бомбардерско наоружање (бомбе) |      |
| Ракетно наоружање (ракете)     |      |

## Оперативно коришћење
Авион Халберштат C.I је произведен у свега 5 примерака тако да је његово учешће остало не примећено. Један од авиона C.I који је био на источном фронту је заробљен и предат руском царском ваздухопловству. Наоружање у авиону је знатно ојачано - остављен је немачки  Парабелум у кокпиту посматрача и додатно је уграђен предњи фиксни пушкомитраљез Колт а митраљез Левис калибра 7,7 mm постављен је на горње крило. Тако је овај авион прерађен у двоседи ловац који је служио за пратњу и напад на противничке извиђаче.
Авион  Халберштат C.III је произведен у 6 примерака колико је била пробна серија. Сви ови авиони су одмах након производње послати на фронт где су службовали до склапања примирја.
Најуспешнији авион из ове фамилије је без сумње био Халберштат C.V. Он се производио у матичној фирми Halberstadt Flugzeugwerke GmbH а по основу лиценце производи се још и у: Aviatik, DFW i BFW. Укупно је произведено око 552 авиона који су коришћени до краја Првог светског рата. Овај авион је имао и послератни живот. Користи се у ваздухопловствима Естоније, Литваније, Летоније, Пољске и СССР-а. Најдуже се користио у Литванији до 1923. године.

## Земље које су користиле овај авион
- Корисници авиона Халберштат C.I и C.III

- Немачко царство
- Русија

- Корисници авиона Халберштат C.V

| - Немачко царство - Швајцарска - Естонија - после рата - Летонија - после рата | - Литванија - после рата - Пољска - после рата - Совјетски Савез - после рата |

## Сачувани примерци
Један C.V (С / бр. 3471/18) преживео је до данашњих дана и налази се и Војном музеју белгијске војске у Бриселу као музејски експонат.